# 保羅·列度奧
保羅·列度奧（英語：Paul Rideout，1964年8月14日—），英格蘭八十年代至九十年代职业足球运动员，现已退役，他現在是堪薩斯城巫師青年隊教練。

## 生涯
經過在英國本土及意大利踢球後，他於1997年轉到中國球队前卫寰岛，他最後被評為在中國聯賽中的最佳海外球員。然後，他轉投美國職業大聯盟球隊堪薩斯城巫師，1999年返回中國聯賽，先後効力于重庆寰岛及深圳平安 ，最后于燦美爾結束球员生涯。

## 教練生涯
他在執教球會青年軍取得名聲後，列度奧返回美國擔任堪薩斯城巫師各個青年階級的球隊。

## 連結
- 足球数据库：Paul Rideout的球员统计数据
- Biography at Kansas City Wizards